# Реакция Чугаева
Реакция Чугаева (ксантогеновая реакция) — дегидратация спиртов в олефины путём термического разложения их ксантогенатов. Названа в честь Л. А. Чугаева, открывшего эту реакцию в 1899 г.
Ксантогенат получают взаимодействием алкоголята натрия с сероуглеродом:
{\displaystyle {\mathsf {RCH_{2}CH_{2}ONa+CS_{2}\rightarrow RCH_{2}CH_{2}OC(S)SNa+D}}}
Образовавшийся ксантогенат натрия метилируют метилиодидом:
{\displaystyle {\mathsf {RCH_{2}CH_{2}OC(S)SNa+CH_{3}I\rightarrow RCH_{2}CH_{2}OC(S)SCH_{3}+NaI}}}
Полученный таким образом метилксантогенат нагревают до 110—210 °C:
{\displaystyle {\mathsf {RCH_{2}CH_{2}OC(S)SCH_{3}\rightarrow RCH{\text{=}}CH_{2}+[CH_{3}SC(O)SH]}}}
{\displaystyle {\mathsf {[CH_{3}SC(O)SH]\rightarrow CH_{3}SH+S{\text{=}}C{\text{=}}O}}}
Реакция протекает через шестичленное циклическое переходное состояние, поэтому, как правило, образуется продукт цис-элиминирования. Большим достоинством метода является то, что в условиях проведения реакции не наблюдается изомеризации углеродного скелета и миграции двойной связи.
Реакция Чугаева применяется в препаративных целях, в частности, в химии терпенов и стероидов.